# Massacre de Jenin

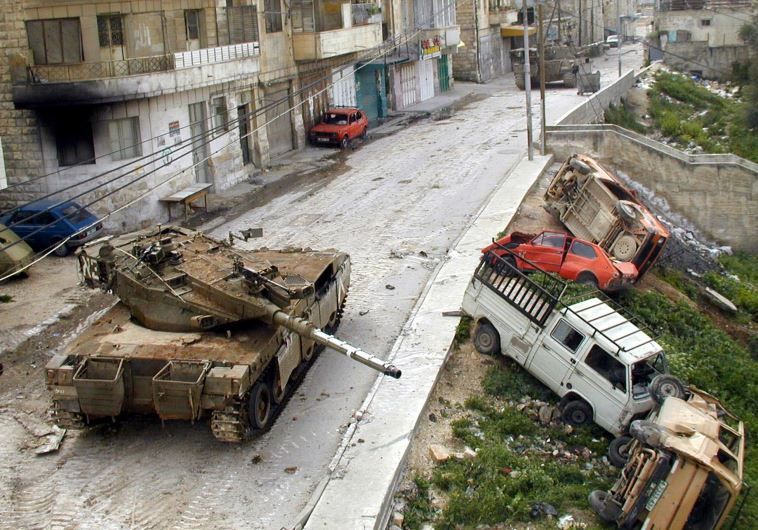
Um tanque israelense em Jenin

O massacre de Jenin é o nome dado à incursão realizada pelo exército israelense em Jenin de 1 a 11 de abril de 2002. Fontes do governo israelense indicam que uma batalha feroz ocorreu em Jenin, forçando os soldados israelenses a lutar entre as casas. Embora fontes da Autoridade Palestina, organizações de direitos humanos e outras organizações internacionais indiquem que as forças israelenses, enquanto administravam suas operações no campo de refugiados, cometeram atos de assassinato indiscriminado, uso de escudos humanos, uso desproporcional da força, prisões arbitrárias e tortura, e negação de tratamento médico e assistência médica. No entanto, o relatório das Nações Unidas sobre o massacre foi claramente tendencioso para a entidade sionista, pois igualou os dois partidos em termos de força militar e os descreveu como dois rivais em um campo de guerra.
Esta operação fez parte de uma ampla invasão da Cisjordânia, após a execução de um atentado a bomba em um hotel da cidade de Netanya, com o objetivo de eliminar os grupos palestinos armados que resistiam à ocupação. Jenin e a cidade velha de Nablus foram palco das batalhas mais ferozes ocorridas durante a invasão, onde um grupo de combatentes palestinos decidiu lutar contra as forças israelenses até a morte, o que gerou pesadas baixas entre as forças israelenses. Em seguida, invadiu o campo de Jenin na tentativa de eliminar os grupos combatentes, onde muitos deles foram mortos e presos, e as forças israelenses realizaram operações de abuso e morte contra os moradores - segundo fontes palestinas, enquanto Israel responsabilizou os combatentes palestinos, colocando em risco a vida de civis.
A invasão começou por ordem do ex-primeiro-ministro Ariel Sharon, como parte da Operação Escudo Defensivo. As IDF utilizou-se de escavadeiras blindadas Caterpillar D-9 para abrir o caminho até o acampamento, os helicópteros AH-1 Cobra também foram usados para atacar posições palestinas em telhados usando mísseis guiados por fio, e cerca de uma dúzia de escavadeiras blindadas D-9 foram implantadas, alargando becos, abrindo caminhos para tanques e detonando armadilhas. Os palestinos relataram que as tropas israelenses montaram nas escavadeiras e dispararam granadas propelidas por foguetes. [7] O chefe do Estado-Maior das IDF, Shaul Mofaz, pediu aos oficiais que acelerassem as coisas. Eles pediram mais vinte e quatro horas. Mofaz disse aos jornalistas que os combates estariam concluídos no final da semana, 6 de Abril. Em alguns sectores, as forças avançavam a uma velocidade de cinquenta metros por dia. A inteligência israelense presumiu que a grande maioria dos residentes do campo ainda estava lá. A maioria dos comandantes argumentou que isto obrigava a um avanço cuidadoso, por receio de atingir civis, e advertiu que o uso excessivo da força custaria a vida de centenas de palestinianos. O tenente-coronel Ofek Buchris, comandante do 51º Batalhão, ficou com uma opinião minoritária, dizendo “Estamos sendo humilhados aqui há quatro dias”. Quando Mofaz instruiu os oficiais a serem mais agressivos e a dispararem cinco mísseis antitanque contra cada casa antes de entrar. 
Uma aeronave de reconhecimento documentou grande parte da luta e as imagens foram transmitidas ao vivo e assistidas na sala de guerra do Comando Central de Israel pelos oficiais de alta patente. Treze soldados israelenses foram mortos e os palestinos conseguiram arrebatar três dos corpos e arrastá-los para uma casa próxima. Uma força de resgate de comandos navais Shayetet 13 sob o comando do coronel Ram Rothberg foi rapidamente montada. Mofaz disse a Rothberg que a negociação sobre os corpos poderia forçar as FDI a interromper a operação e colocá-la em apuros semelhantes aos do ataque transfronteiriço do Hezbollah em 2000. A força de comando entrou na casa onde os corpos estavam detidos, matou os militantes palestinos em combate de curta distância e extraiu os corpos. À tarde, todas as vítimas israelenses foram evacuadas da área. Poucas horas depois da emboscada, um soldado da Brigada Golani foi morto na periferia do campo de refugiados. Com a perda de quatorze soldados, tornou-se o dia mais mortal para as FDI desde o fim da Guerra do Líbano em 1982. 
Durante aquele dia, as IDF censurou reportagens sobre os acontecimentos, gerando uma onda de rumores. Informações parciais vazaram por meio de ligações telefônicas feitas por reservistas e sites da internet. À noite, quando o Chefe do Comando Central, Brigadeiro-General Yitzhak Eitan, deu uma conferência de imprensa, correram rumores de um helicóptero transportando dezenas de soldados abatidos, a morte do vicechef-e do Estado-Maior das IDF e um ataque cardíaco sofrido pelo Ministro da Defesa. 
A batalha terminou em 11 de abril. Equipes médicas do Canadá, França e Itália, bem como funcionários da ONU e do CICV, com caminhões transportando suprimentos e água, esperaram do lado de fora do campo para obter autorização para entrar durante dias, mas tiveram a entrada negada, com Israel citando operações militares em curso. Os primeiros observadores independentes tiveram acesso ao campo em 16 de abril. As tropas israelenses começaram a se retirar do campo em 18 de abril. Tanques cercaram o perímetro do campo por mais alguns dias. Em 24 de abril as tropas israelenses retiraram-se da zona autônoma de Jenin.

## Resultados da batalha
A BBC informou que dez por cento do campo foi "virtualmente destruído por uma dúzia de escavadeiras blindadas israelenses".  David Holley, major do Exército Territorial Britânico e conselheiro militar da Amnistia Internacional , relatou que uma área dentro do campo de refugiados de cerca de 100 m por 200 m foi arrasada.  De acordo com Stephen Graham, as IDF demoliram sistematicamente uma área medindo 160 por 250 m no campo de refugiados de Jenin.  O bairro de Hawashin foi arrasado.  Muitos residentes não foram avisados com antecedência e alguns foram enterrados vivos. 
A Human Rights Watch (HRW) e a Amnistia Internacional (AI) relataram que cerca de 4.000 pessoas, mais de um quarto da população do campo, ficaram desalojadas devido a esta destruição. A HRW listou 140 edifícios, a maioria dos quais abrigava várias famílias, como completamente destruídos, e 200 outros edifícios como sofrendo danos, tornando-os inabitáveis ou inseguros para uso. A AI disse que a destruição total afetou 164 casas com 374 unidades de apartamentos e que outros edifícios foram parcialmente destruídos. Israel disse que esses números eram exageros. 
Em 31 de maio de 2002, o jornal israelense Yediot Aharonot publicou uma entrevista com Moshe Nissim, um operador de D-9 que participou da batalha. Nissim disse que dirigiu seu D-9 por setenta e cinco horas seguidas, bebendo uísque para evitar a fadiga, e que, além de um curso de treinamento de duas horas antes da batalha, não tinha experiência anterior em dirigir uma escavadeira. Ele disse que implorou a seus oficiais que o deixassem destruir mais casas e acrescentou:
“Eu não vi, com meus próprios olhos, pessoas morrendo sob a lâmina do D-9 e não vi casas caindo. em pessoas vivas. Mas se houvesse algum, eu não me importaria nem um pouco..."
"Mas a coisa real começou no dia em que 13 de nossos soldados foram mortos naquele beco no campo de refugiados de Jenin."
“Se tivéssemos mudado para o edifício onde foram emboscados, teríamos enterrado vivos todos aqueles palestinianos."

### Remoção de corpos
As IDF anunciaram que não retirariam as suas tropas do campo de Jenin até que tivessem recolhido os corpos dos palestinos mortos. O exército não confirmou os relatos palestinos de que caminhões militares haviam removido dezenas de corpos, nem comentou se os enterros ocorreram ou não. 
Segundo o Haaretz , alguns dos corpos já haviam sido removidos do campo por soldados para um local perto de Jenin em 11 de abril, mas ainda não haviam sido enterrados. Os palestinos supostamente enterraram outras pessoas durante a batalha em uma vala comum perto do hospital, nos arredores do campo.  Na noite de 11 de abril, a televisão israelense exibiu imagens de caminhões frigoríficos esperando do lado de fora do campo para transferir corpos para "cemitérios terroristas".
No mesmo dia, em resposta a uma petição apresentada pela organização Adalah, o Supremo Tribunal israelita ordenou que as IDF parassem de remover os corpos dos palestinos mortos em batalha até depois de uma audiência sobre o assunto. Ahmed Tibi, um dos muitos signatários da petição perante o tribunal, disse que a remoção dos corpos da cidade violava o direito internacional e tinha "a intenção de esconder do público a verdade sobre o assassinato que ocorreu lá".
Em 14 de abril, a Suprema Corte reverteu sua decisão e decidiu que as FDI poderiam remover os corpos.

## Reações
Em seu relatório ao Conselho de Segurança, Kofi Annan, então secretário-geral das Nações Unidas, referiu-se à catastrófica situação humanitária no campo. Mantendo as duas partes responsáveis por causar a morte de civis desde a eclosão do conflito em setembro de 2000, um relatório que foi criticado pelos palestinos que o viram como tendencioso em relação à narrativa israelense e absolvendo o exército israelense de cometer crimes de guerra.
O escritor português José Saramago comentou após sua visita ao acampamento durante a batalha: "Tudo o que eu pensava que possuía sobre a situação na Palestina foi destruído. Informação e imagens são uma coisa, e realidade é outra. Os sinos para o mundo inteiro saber .. O que está acontecendo aqui é um crime que tem que acabar.. Aqui não tem forno a gás, mas matar não é só por forno a gás. Há coisas que foram feitas do lado israelense que são semelhantes às ações de Auschwitz nazista. Essas são coisas imperdoáveis às quais o povo palestino está exposto”.
Russell Banks, presidente do Parlamento Mundial para o Livro, disse: “As horas que passei na Palestina até agora gravaram em minha memória cenas que jamais esquecerei. Todos os membros da delegação têm certeza de que serão acusados de (anti-semitismo), principalmente nos Estados Unidos. Mas isso não nos assusta. Devemos rejeitar esse tipo de (terrorismo cultural) que afirma que a crítica aos crimes israelenses contra os palestinos é uma forma de antissemitismo”.
Já Juan Goitsolo disse: “Como pode o direito de legítima defesa ser interpretado como terrorismo, e terrorismo é legítima defesa!! Posso enumerar países que praticam terrorismo, e Israel é um desses países. Devemos nos afastar dos clichês e não igualar o assassino à vítima, entre a potência ocupante e as pessoas que sofrem sob a ocupação e resistem a ela. Nós somos os representantes não eleitos do nosso povo. Devemos transmitir honestamente o que nossos olhos veem e nossos corações sentem.”
E nas palavras de Terje Roed-Larsen, coordenador das Nações Unidas no Oriente Médio: "A situação no campo de Jenin para refugiados palestinos é espantosa e terrível em uma extensão incrível. Eles retiram corpos dos escombros de prédios desabados, incluindo o corpo de um menino de 12 anos, que tenho certeza que nenhuma operação de busca e resgate real fez".

## Entre os crimes de guerra cometidos pela ocupação sionista durante o massacre
1. O exército de ocupação usou tanques, aviões de guerra, canhões antiaéreos e veículos blindados equipados com metralhadoras, em troca de fuzis automáticos e facas em posse dos defensores palestinos.
2. Destruir instalações e instalações habitacionais da UNRWA, como o centro de saúde.
3. Impedindo a ajuda aos feridos e enfermos (feridos), a ocupação violou o direito humanitário internacional, o que levou ao aumento do número de mortos.
4. A execução de civis nos becos do acampamento e o extermínio de famílias inteiras, onde mataram crianças, mulheres, homens e idosos.
5. O exército de ocupação roubou os corpos dos mártires do acampamento em caminhões e os levou para um destino desconhecido, a fim de esconder os vestígios dos massacres que realizaram[11].